# Betty Boop's Birthday Party
Betty Boop's Birthday Party es un corto de animación estadounidense de 1933, de la serie de Betty Boop. Fue producido por los estudios Fleischer y distribuido por Paramount Pictures. En él aparecen Betty Boop, Bimbo y Koko el payaso.

## Argumento

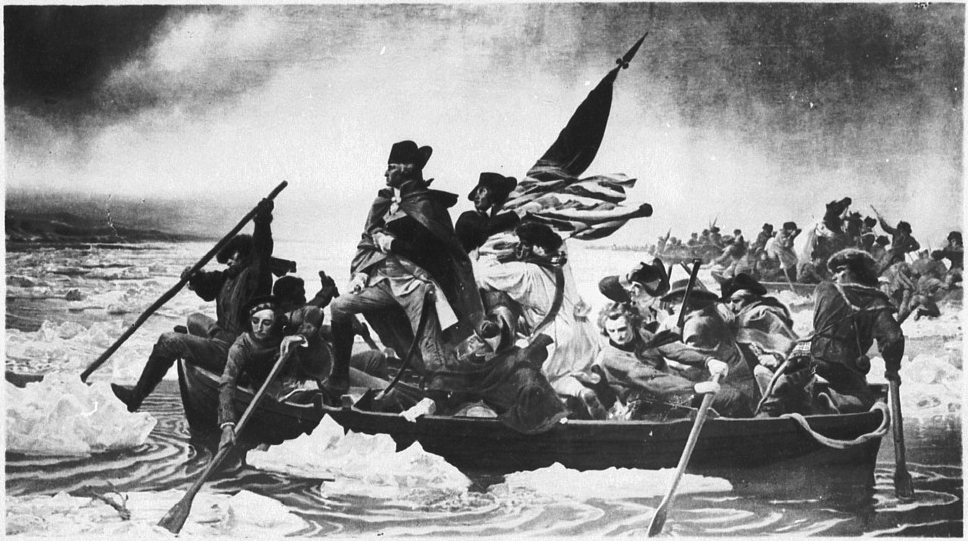
Washington Crossing the Delaware
Original pintado por Leutze

Es el cumpleaños de Betty, pero está en la cocina lavando platos y deseando tener un hombre. Los amigos de Betty, incluidos Bimbo y Koko, le dan una fiesta. La fiesta deriva en una multitudinaria pelea y Betty se aleja con una estatua de George Washington.

## Producción
Betty Boop's Birthday Party es la décima cuarta entrega de la serie de Betty Boop y fue estrenada el 21 de abril de 1933.